# هوارد شانون
هوارد شانون (بالإنجليزية: Howard Huntley Shannon)‏ هو سياسي بريطاني وأسترالي (وحمل سابقاً جنسية المملكة المتحدة لبريطانيا العظمى وأيرلندا)، ولد في 29 مارس 1892 في جنوب أستراليا في أستراليا، وتوفي بنفس المكان في 15 أغسطس 1976. حزبياً، نشط في تحالف الليبرالية والريفي. وقد انتخب عضو مجلس النواب جنوب أستراليا من الجمعية عن دائرة Electoral district of Onkaparinga ‏ وقد انضم خلال فترته النيابية (19 مارس 1938 – 1 مارس 1968)  للكتلة البرلمانية تحالف الليبرالية والريفي وانتخب عضو مجلس النواب جنوب أستراليا من الجمعية عن دائرة Electoral district of Murray (South Australia) ‏ وقد انضم خلال فترته النيابية (8 أبريل 1933 – 18 مارس 1938)  للكتلة البرلمانية تحالف الليبرالية والريفي.